# Jevgenij Jevstignejev
Jevgenij Aleksandrovitj Jevstignejev (ryska: Евгений Александрович Евстигнеев), född 9 oktober 1926 i Nizjnij Novgorod, död 5 mars 1992 i London, var en rysk skådespelare verksam inom film och teater. Han var med och grundade teatersällskapet Sovremennik i Moskva. 
Han spelade i både dramer och komedier. En av hans stora filmroller var professor Preobrazjenskij i En hunds hjärta från 1988 baserad på den satiriska romanen av Michail Bulgakov med samma titel. 1983 erhöll han utmärkelsen "folkets artist i Ryska SFSR".